# Dublin (Georgia)
Dublin is een plaats (city) in de Amerikaanse staat Georgia, en valt bestuurlijk gezien onder Laurens County.

## Demografie
Bij de volkstelling in 2000 werd het aantal inwoners vastgesteld op 15.857.
In 2006 is het aantal inwoners door het United States Census Bureau geschat op 17.263, een stijging van 1406 (8.9%).

## Geografie
Volgens het United States Census Bureau beslaat de plaats een oppervlakte van
34,4 km², waarvan 34,2 km² land en 0,2 km² water. Dublin ligt op ongeveer 68 m boven zeeniveau.

## Plaatsen in de nabije omgeving
De onderstaande figuur toont nabijgelegen plaatsen in een straal van 28 km rond Dublin.